# Ad Astra (pel·lícula)
Ad Astra és una pel·lícula estatunidenca de drama, aventura i ficció científica del 2019, produïda, coescrita, i dirigida per James Gray. El nom Ad astra significa literalment "Cap als estels".
És protagonitzada per Brad Pitt, Tommy Lee Jones, Ruth Negga, Liv Tyler i Donald Sutherland, i conta la història d'un astronauta que parteix més enllà dels límits del sistema solar en la recerca del seu pare i d'una solució per a impedir una perillosa experiència que amenaça la raça humana. El projecte va ser anunciat a inicis del 2016, amb Gray explicant que volia crear "la representació més realista dels viatges espacials realitzada en una pel·lícula". Brad Pitt va signar el contracte per a protagonitzar el paper principal l'abril de 2017, i la resta d'actors es van sumar a la fi d'aquell mateix any. La filmació va començar a Los Angeles i va durar des d'agost fins a l'octubre.
Ad Astra va fer la seva preestrena mundial en el Festival Internacional de Cinema de Venècia, el 29 d'agost de 2019, i va ser estrenada als Estats Units el 20 de setembre de 2019 gràcies a la 20th Century Fox. Ha rebut crítiques amb un 83% d'aprovació en el lloc web Rotten Tomatoes i diversos elogis sobre la feina de Brad Pitt. Ha estat subtitulada al català.

## Argument
L'astronauta Roy McBride (Brad Pitt) viatja més enllà del sistema solar en la recerca del seu pare (Tommy Lee Jones), desaparegut fa més de 30 anys en una expedició que va fer fallida, mentre intenta desvelar un misteri que amenaça la supervivència dels éssers humans en el planeta Terra. En el seu viatge descobrirà secrets que desafien la naturalesa de l'existència humana i el seu lloc en el cosmos.

## Repartiment
- Brad Pitt com el Major Roy McBride
- Tommy Lee Jones com a Clifford McBride, el pare de Roy
- Ruth Negga com a Helen Lantos
- Liv Tyler com a Eve McBride, l'esposa de Roy
- Donald Sutherland com el Coronel Pruitt
- Jamie Kennedy com a Peter Bello
- John Finn com a Stroud
- Kimberly Elise com a Lorraine Deavers
- Bobby Nish com a Franklin Yoshida
- Lisa Gay Hamilton com el General Adjunt Amelia Vogel
- John Ortiz com el General Rivas
- Greg Bryk com a Chip Garnes
- Loren Dean com a Donald Stanford
- Donnie Keshawarz com el Capità Lawrence Tanner
- Natasha Lyonne[4]